# Лутаева, Валентина Ивановна
Валенти́на Ива́новна Лута́ева (укр. Валентина Іванівна Лутаєва, в девичестве — Бе́рзина (укр. Берзіна); 18 июня 1956, Запорожье — 12 января 2023) — советская гандболистка, олимпийская чемпионка. Заслуженный мастер спорта СССР (1980).

## Биография
На Олимпийских играх в Москве в составе сборной СССР стала победительницей Олимпиады. На турнире сыграла все пять матчей своей команды.
Окончила Запорожскую государственную инженерную академию.
Скончалась 12 января 2023 года на 67-м году жизни.